# ОШ „Душан Радовић” Бор
ОШ „Душан Радовић" је основна школа у Бору, у Борском округу. Школа је основана 1981. године као „V основна школа", а садашње име носи од 2005. године.

## Историја
ОШ „Душан Радовић" у Бору основана је 1981. године као „V основна школа". До септембра 2005. године школа је носила име „IX српска ударна бригада", а од тада данашње име по славном српском песнику и писцу Душану Радовићу.
Промена назива 2005. године означила је прелазак ка културним и образовним вредностима. Избор имена Душана Радовића био је симболичан због његове посвећености образовању младих и емисије „Душанова школица".

## Организација
Настава се одвија у 14 учионица и 5 кабинета. Школа има свечану салу у којој се одржавају семинари, састанци, мултимедијалне презентације и приредбе. Постоји и библиотека, али са врло сиромашним књижним фондом. У склопу школе налази се и спортска хала са три фискултурне сале, спортски базен који тренутно није у функцији, као и пратећа два спортска терена у школском дворишту, од којих је један са вештачком травом. Школа има и трпезарију и зубну амбуланту.

### Подручна школа
Постоји подручна школа у селу Лука у којој се настава одвија у две учионице са ученицима нижих разреда и припремног разреда.

## Образовни програм
Школа има укупно 29 одељења (1 издвојено одељење, 2 комбинована одељења). Рад је организован у 2 смене. Школа има око 680 ученика.

### Страни језици
У школи се изучавају:
- Енглески језик
- Француски језик

## Руководство
Тренутни директор школе је Сања Бугарин, која активно промовише хуманитарне активности и развој емпатије код ученика.

## Активности
Школа се истиче богатим програмом активности:
- Обележавање Савиндана као школске славе
- Традиционална прослава Дана школе (30. новембар)
- Фестивал науке
- Издавање школског часописа „Радовање"
- Хуманитарне акције
- Учешће у пројекту „Читалици"